# Madulla Division
Madulla Division är en division i Sri Lanka.   Den ligger i distriktet Moneragala District och provinsen Uvaprovinsen, i den sydöstra delen av landet, 180 km öster om huvudstaden Colombo. Antalet invånare är 31 188.